# باييفسي
باييفسي هي بحيرة متوسطة الحجم تقع من منطقة كاريليا الجنوبية في فنلندا. وهي تنتمي إلى منطقة مستجمعات المياه الرئيسية فووكسي.